# Louchov
Louchov (německy Laucha) je malá vesnice, část obce Domašín v okrese Chomutov. Nachází se asi 1,5 km na východ od Domašína. Louchov je také název katastrálního území o rozloze 2,14 km².

## Název
Nejstarší známý název vesnice Lukow je slovanského původu, ale ve čtrnáctém století došlo k jeho poněmčení a postupným záměnám některých písmen. Z němčiny byl název přejat zpět do češtiny. V průběhu dějin je vesnice uváděna například pod názvy Lukow (1352), Luchaw (1380), Lawchow (1389), Lawchaw (1402), Lauchau (1416), Lauchaw (1416), Laucha (1562), Lauche (1654), Laucha i Lukow (1787).

## Historie
První písemná zmínka o vesnici se objevuje v registru papežského desátku (Registra decimarum papalium) v roce 1352 a později ještě v letech [1369 a 1405. Podle starších zdrojů vesnice existovala již roku 1261, kdy se objevila v listině Přemysla Otakara II., ve které ji král daroval grünhainskému klášteru. Ten ji vlastnil až do šestnáctého století, ale často ji zastavoval různým šlechtickým rodům. Vesnicí pravděpodobně vedla obchodní cesta do Přísečnice doložená v roce 1335.

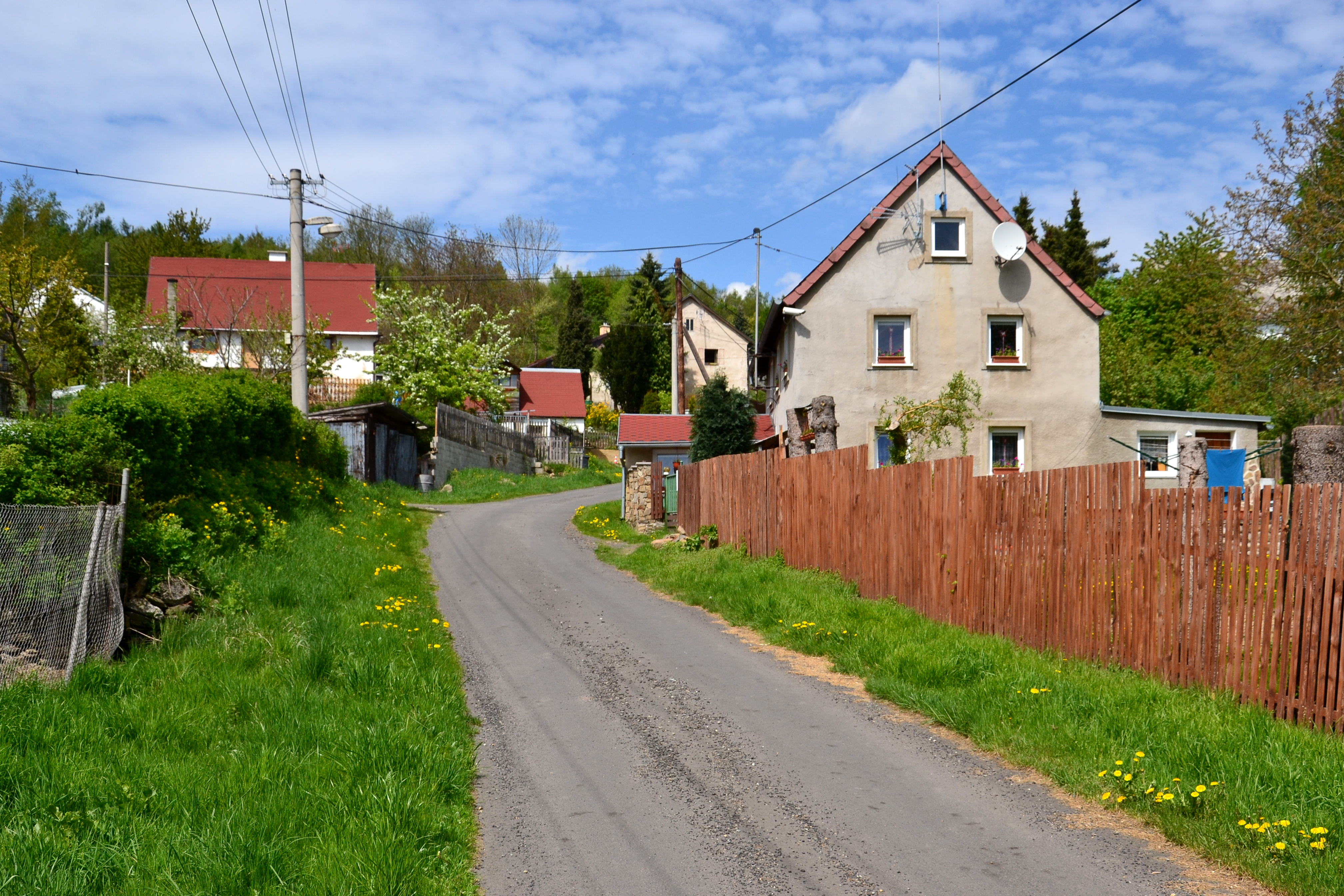
Horní část vesnice

Koncem čtrnáctého století byl patronem louchovského kostela Arnošt ze Šumburku na Perštejně, který zde v letech 1380 a 1391 uplatnil své podací právo, které od roku 1402 přešlo na Arnoštova bratra Albrechta. Po pánech ze Šumburka se majiteli vesnice stali Hasištejnští z Lobkovic, mezi nimiž byl i významný český humanista Bohuslav Hasištejnský z Lobkovic sídlící na nedalekém Hasištejně. Od Hasištejnských Louchov spolu s dalšími statky koupili v roce 1533 bratři Jeroným a Vavřinec Šlikové. O deset let později vesnici získal Bohuslav Felix Hasištejnský z Lobkovic a po jeho smrti zůstala ve společném přísečnickém panství jeho synů Jana Waldemara a Bohuslava Jáchyma.
Louchov patřil mezi vesnice, které císař Rudolf II. zabavil odsouzenému Jiřímu Popelovi z Lobkovic. V roce 1605 panství od královské komory koupil rytíř Eliáš Schmidtgräbner z Lustenegu, který v jednom z pustých dvorů postavil pivovar. Zúčastnil se však stavovského povstání, za což mu byl v roce 1623 zkonfiskován majetek. Ještě téhož roku Louchov koupila Eliášova dcera za 19 000 rýnských zlatých. Podle berní ruly z roku 1654 žil ve vesnici po třicetileté válce jen jeden sedlák a devět chalupníků. Kromě pivovaru tu byl také vodní mlýn s jedním kolem.

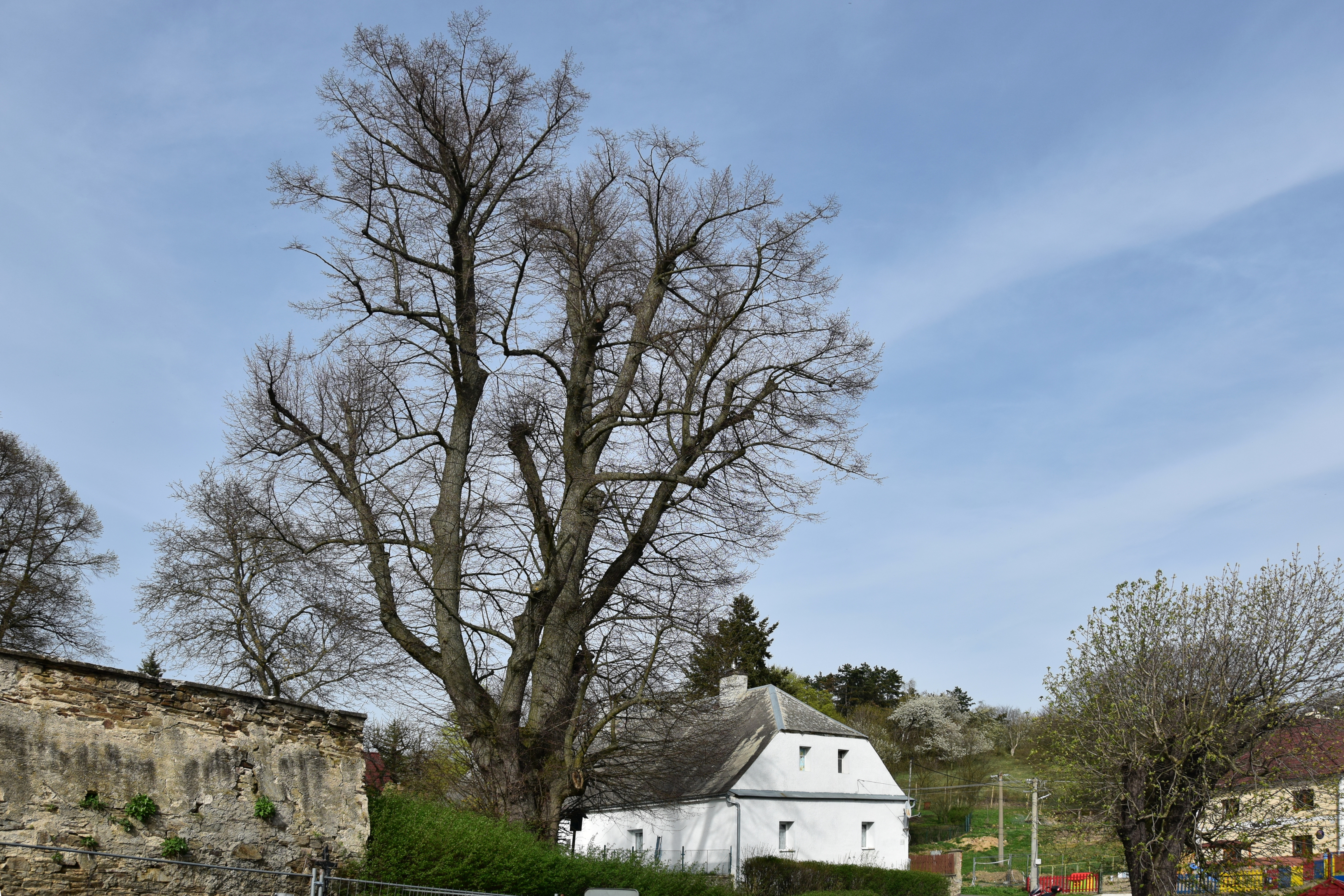
Louchovská lípa

Od poloviny osmnáctého století až do zrušení poddanství v roce 1848 Louchov tvořil součást vernéřovského panství. Od roku 1850 patřil do kadaňského okresu a poštou spadal pod Přísečnici. Byl v něm poplužní dvůr, mlýn a dvoutřídní škola uzavřená až v roce 1945.
Po skončení druhé světové války byla většina původních obyvatel odsunuta do Německa, ale vyprázdněnou vesnici se již nepodařilo zcela dosídlit. V roce 1953 tu sice byla otevřena mateřská škola, ale obyvatelům chyběl obchod, a elektřina sem byla zavedena až po roce 1955. Část zemědělské půdy využívala drůbežárna a na zbytku se nehospodařilo. Později v padesátých letech dvacátého století se na ní začaly pěstovat jahody a lískové ořechy. Ve stejné době bylo rozhodnuto o rekonstrukci silnic a domů ve správě místního národního výboru nebo státního statku, ale oprava nebyla s výjimkou kostela dokončena.

## Přírodní poměry
Severně od vesnice na úbočí vrchu Louchov na povrch vystupují jemnozrnné muskovit-biotitické pararuly, typické pro střední část Krušných hor, o nichž se předpokládá, že vznikly metamorfózou drob. Výchoz má rozměry 6 × 15 metrů a dosahuje výšky až 2,5 metru.

## Obyvatelstvo
Při sčítání lidu v roce 1921 zde žilo 203 obyvatel (z toho 99 mužů) německé národnosti a římskokatolického vyznání. Podle sčítání lidu z roku 1930 měla vesnice 178 obyvatel německé národnosti, kteří se s výjimkou jednoho člověka bez vyznání hlásili k římskokatolické církvi.
| | 1869 | 1880 | 1890 | 1900 | 1910 | 1921 | 1930 | 1950 | 1961 | 1970 | 1980 | 1991 | 2001 | 2011 | 2021 |
| --- | ---- | ---- | ---- | ---- | ---- | ---- | ---- | ---- | ---- | ---- | ---- | ---- | ---- | ---- | ---- |
| Obyvatelé | 232  | 245  | 217  | 204  | 215  | 203  | 178  | 61   | 74   | 68   | 62   | 43   | 64   | 40   | 49   |
| Domy | 38   | 39   | 39   | 39   | 39   | 39   | 39   | 37   | —    | 17   | 15   | 21   | 21   | 20   | 21   |
| Počet domů z roku 1961 je zahrnut v celkovém počtu domů obce Domašín. V letech 1980 a 1991 tabulka zahrnuje také údaje za Novou Vísku. |      |      |      |      |      |      |      |      |      |      |      |      |      |      |      |

## Obecní správa

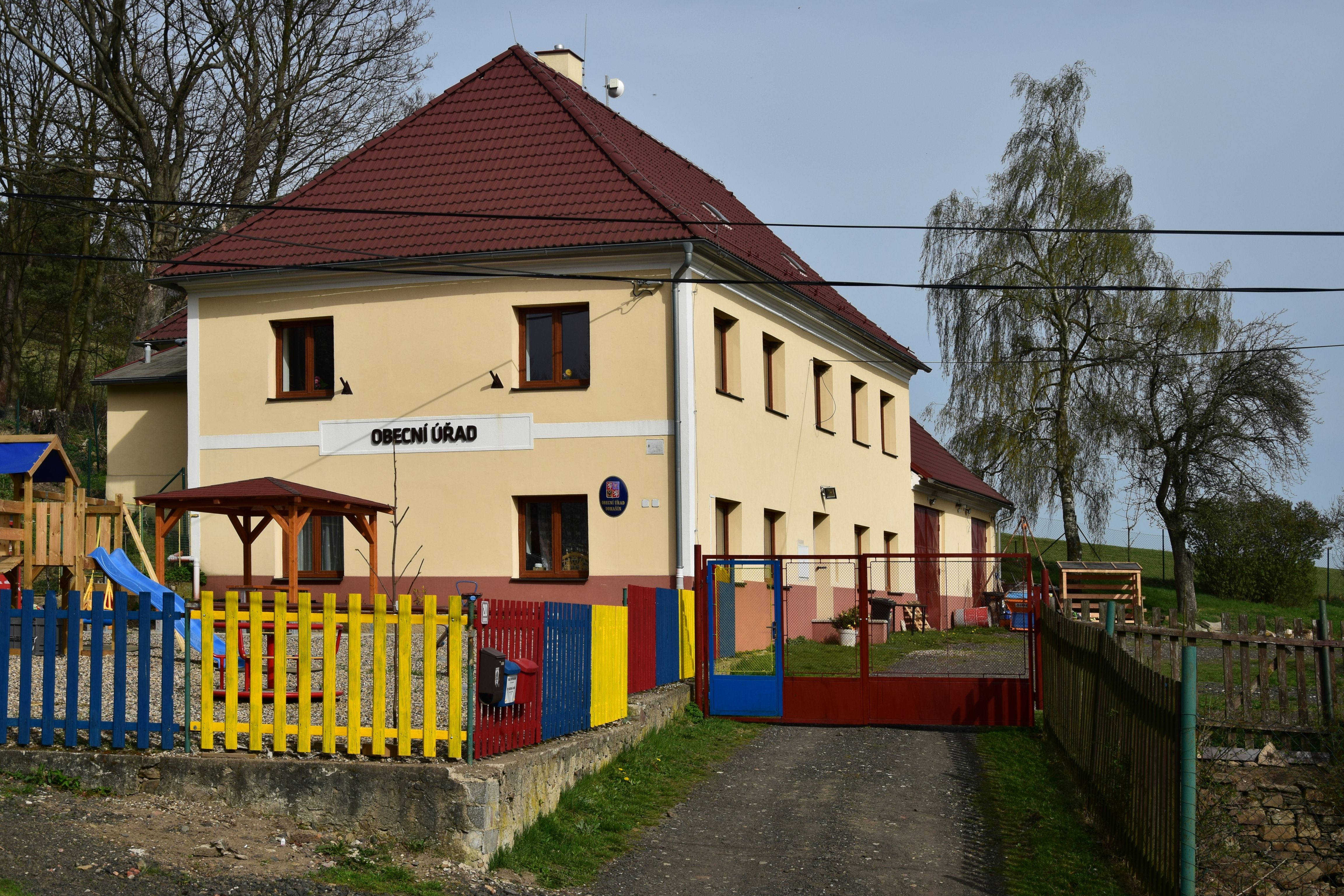
Budova domašínského obecního úřadu

Při sčítání lidu v letech 1869–1950 Louchov byl samostatnou obcí v okrese Kadaň. Od roku 1960 je částí obce Domašín v okrese Chomutov. V roce 1869 k obci patřil Domašín a v roce 1950 také osada Nová Víska.

## Pamětihodnosti

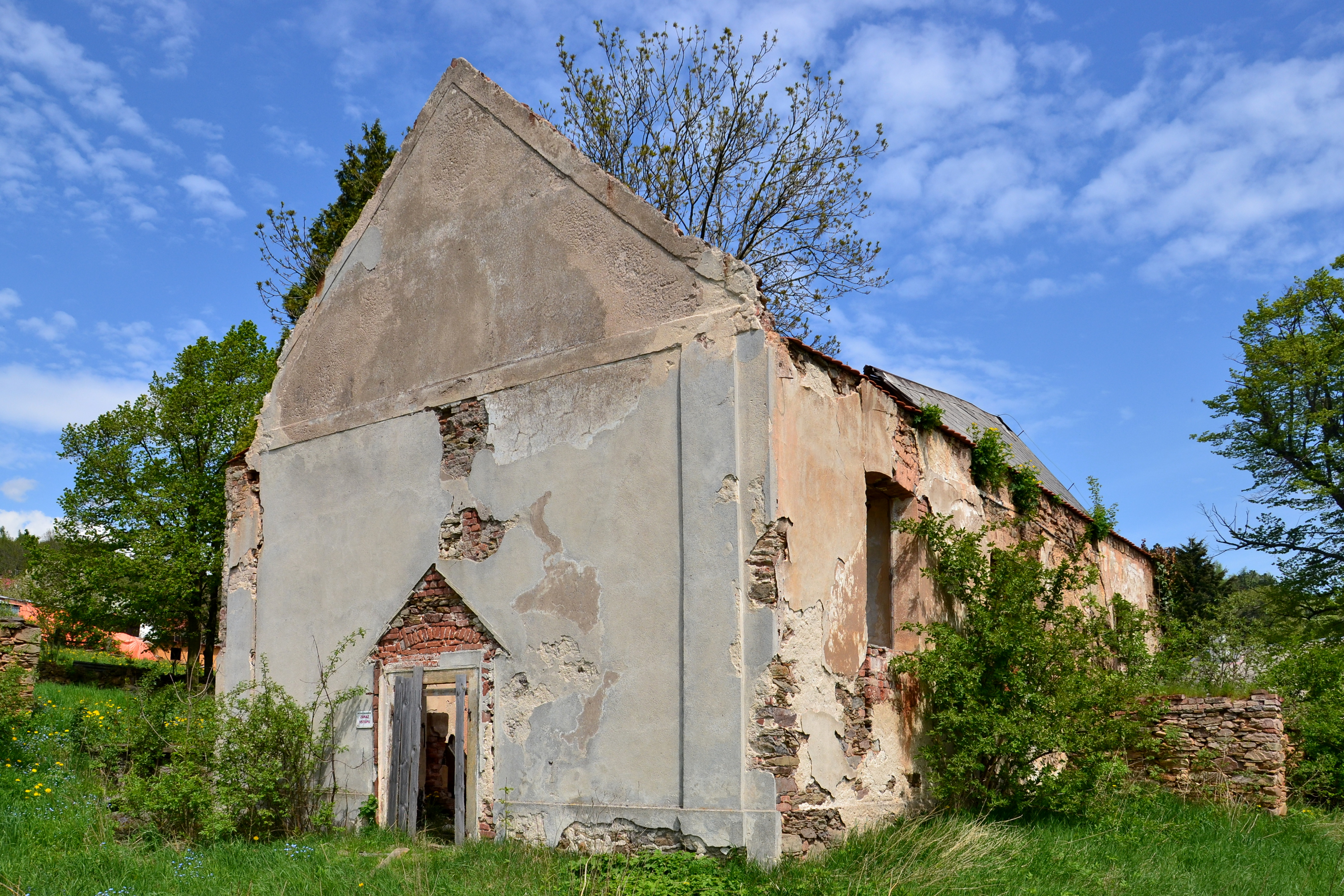
Kostel svatého Jakuba Staršího

- Jedinou významnější památkou ve vesnici je původně raně gotický kostel svatého Jakuba Staršího na hřbitově.[16] Po letech zanedbávání údržby je ve špatném stavu: v roce 2011 se zřítila střecha, omítky jsou poškozené a ve zdivu se objevují praskliny.[17]
- Památný strom Louchovská Lípa
- Smírčí kříž z 18. století severně od vesnice